# Tamm (Familienname)
Tamm ist der Familienname folgender Personen:
- Aksel Tamm (1931–2023), estnischer Literaturwissenschaftler, Kritiker und Publizist
- Aldo Tamm (* 1953), estnischer Politiker
- Alex Tamm (* 2001), estnischer Fußballspieler
- Alfhild Tamm (1876–1959), schwedische Psychiaterin
- Andreas Tamm (1767–1795), deutscher Jurist und Pädagoge
- Andres Tamm, estnischer Wirtschaftsfunktionär und Politiker
- Carl Olof Tamm (1919–2007), schwedischer Biologe
- Caspar Tamm (1629–1700), deutscher Convoykapitän
- Elisabeth Tamm (1880–1958), schwedische Politikerin und Frauenrechtlerin
- Erich Tamm (1911–1988), deutscher Politiker (KPD/SED) und Widerstandskämpfer
- Ernst Tamm (Agrarwissenschaftler) (1897–1983), deutscher Agrarwissenschaftler
- Ernst Tamm (Mediziner) (Ernst R. Tamm; * 1959), deutscher Mediziner
- Eugen Tamm (1880–1938), Schweizer Architekt
- Franz Werner Tamm (1658–1724), deutscher Maler
- Gerrit Tamm (* 1970), deutscher Wirtschaftsinformatiker und Hochschullehrer
- Heinrich Tamm (1796–1876), deutscher Tuchfabrikant und Politiker
- Heinrich Christian Gottlieb Tamm (1798–1869), deutscher Tuchfabrikant und Politiker
- Heinz Tamm (1922–2017), deutscher Fußballspieler und Autor
- Hermann Tamm (1868–1946), deutscher Gerbereibesitzer und Politiker (DVP), MdL Thüringen
- Helmut Tamm (* 1931), deutscher Landesposaunenwart
- Igor Tamm (Biologe) (1922–1995), estnisch-US-amerikanischer Virologe und Zellbiologe
- Igor Jewgenjewitsch Tamm (1895–1971), sowjetischer Physiker
- Ilmar Tamm (* 1972), estnischer General
- Ingeborg Tamm (* 1939), deutsche Politikerin (CDU)
- Jaak Tamm (1950–1999), estnischer Politiker
- Jakob Tamm (1861–1907), estnischer Schriftsteller
- Joonas Tamm (* 1992), estnischer Fußballspieler
- Jüri Tamm (1957–2021), estnischer Hammerwerfer
- Jutta Müller-Tamm (* 1963), deutsche Literaturwissenschaftlerin und Hochschullehrerin
- Klaus Tamm (* 1961), deutscher Naturfotograf
- Mary Tamm (1950–2012), britische Schauspielerin
- Matthias Tamm (* 1967), deutscher Chemiker
- Minna Tamm (1852–1921), deutsche Opernsängerin (Mezzosopran), siehe Minna Lammert
- Peter Tamm (1928–2016), deutscher Journalist und Manager
- Pia Müller-Tamm (* 1957), deutsche Kunsthistorikerin
- Riin Tamm (* 1981), estnische Genetikerin
- Rudolf Tamm (1911–2003), estnischer Radrennfahrer
- Ruth Ziervogel-Tamm (1910–2009), deutsche Kunsthistorikerin
- Tarmo Tamm (* 1953), estnischer Politiker
- Traugott Tamm (1860–1938), deutscher Schriftsteller